# Flaviano Vicentini
Flaviano Vicentini (Grezzana, Vèneto, 21 de juny de 1942 - Verona, 31 de desembre de 2002) fou un ciclista italià, professional entre 1963 i 1971.
En el seu palmarès destaca el Campionat del món en ruta amateur de 1963 disputat a Ronse, on superà a Francis Bazire i Winfried Bölke. Com a professional destaca una victòria d'etapa a la Volta a Catalunya de 1969.

## Palmarès
- 1963
  -  Campió del món en ruta amateur
  - 1r al Trofeu Piva
- 1966
  - 1r al Gran Premi de Cannes
- 1969
  - 1r al Giro del Laci
  - Vencedor d'una etapa a la Volta a Catalunya

### Resultats al Giro d'Itàlia
- 1965. 32è de la classificació general
- 1966. 21è de la classificació general
- 1967. 27è de la classificació general
- 1968. 26è de la classificació general
- 1969. 24è de la classificació general

### Resultats al Tour de França
- 1967. 67è de la classificació general
- 1968. 19è de la classificació general